# Alluaudina mocquardi
Alluaudina mocquardi е вид влечуго от семейство Lamprophiidae. Видът е застрашен от изчезване.

## Разпространение
Разпространен е в Мадагаскар.